# Japanische Botschaft in Washington, D.C.

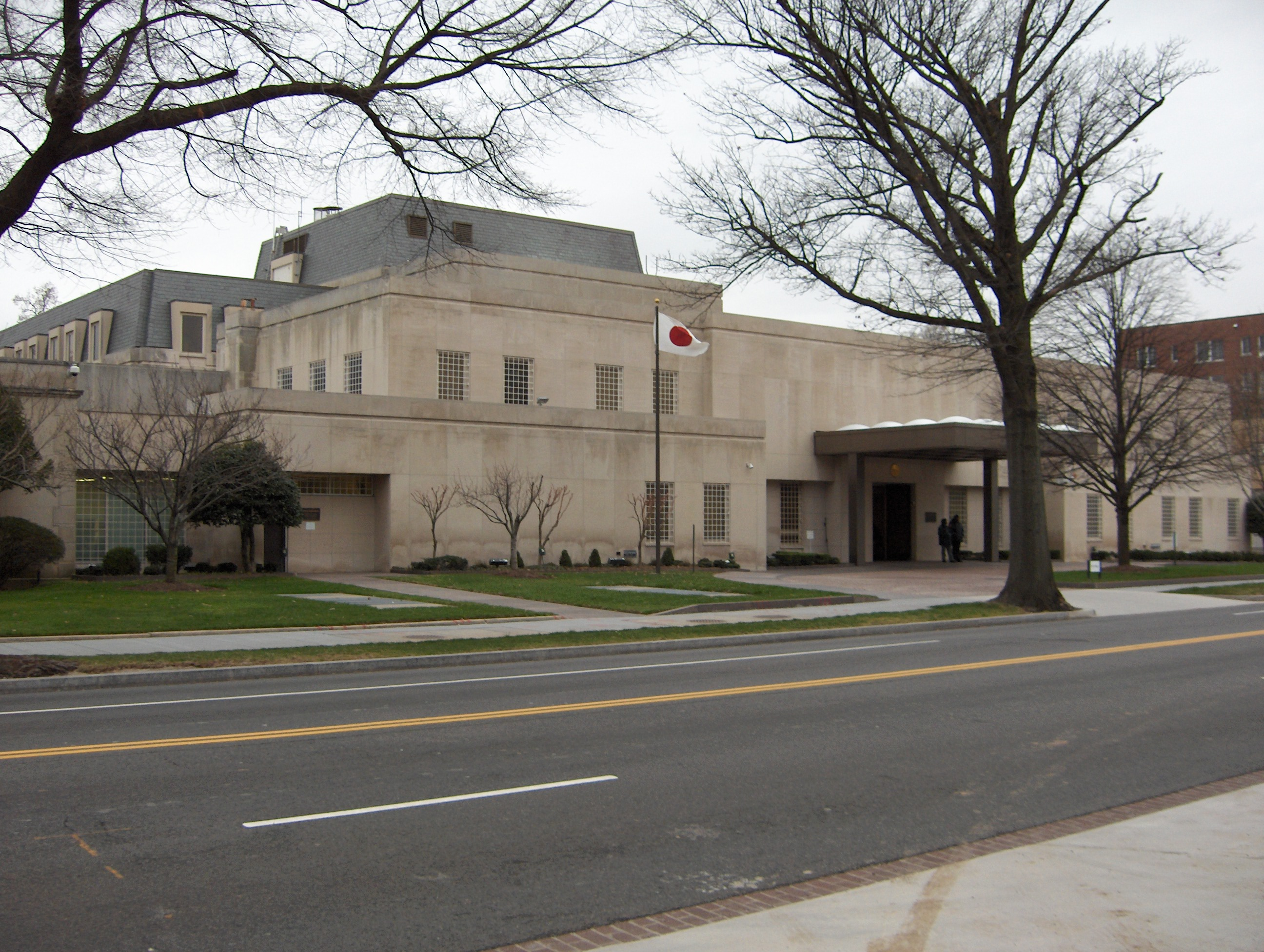
Verwaltungsgebäude der Botschaft

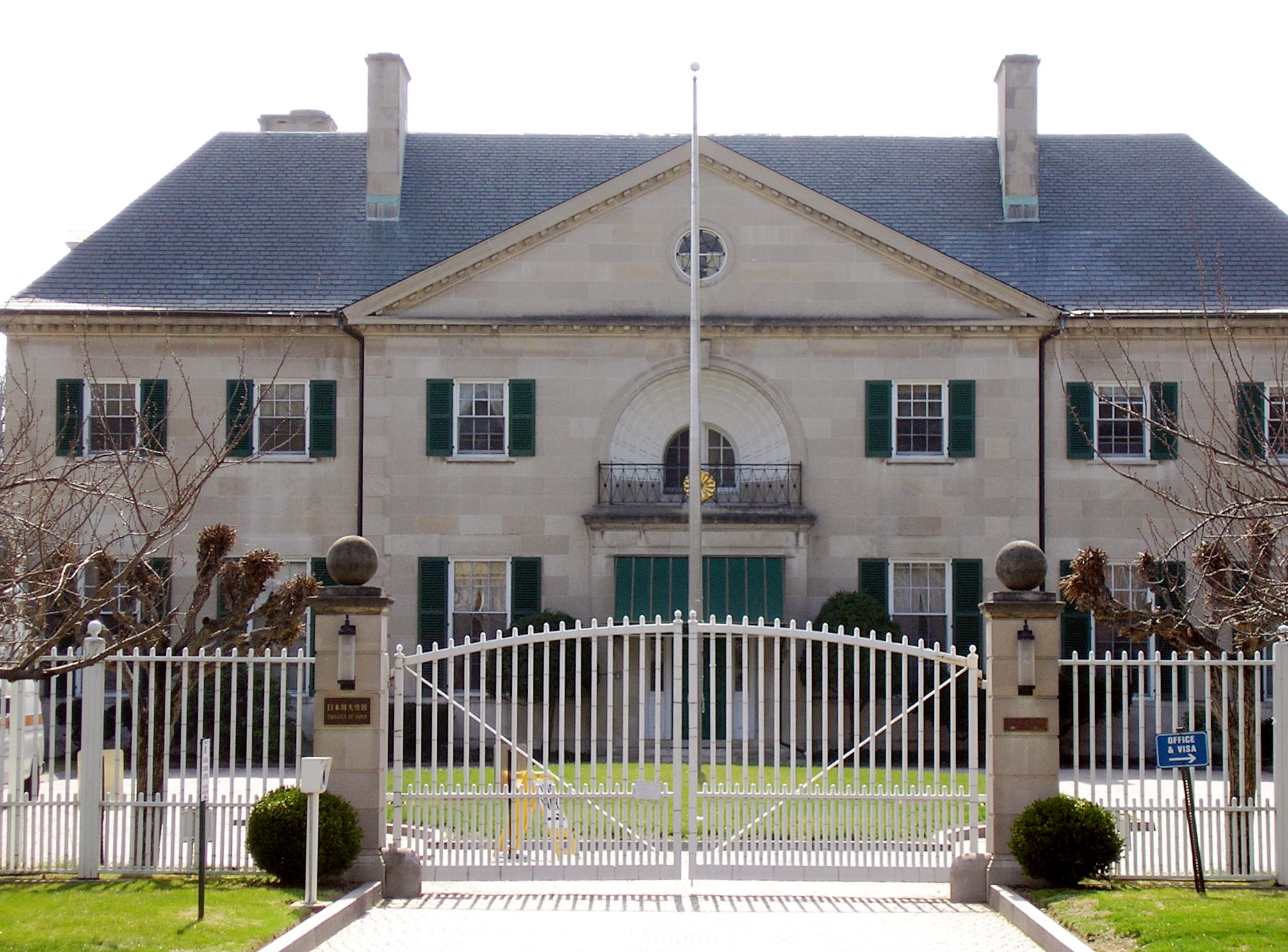
Sitz des Botschafters im östlichen Teil der Anlage

Die Japanische Botschaft in Washington, D.C., ist die diplomatische Vertretung von Japan den Vereinigten Staaten von Amerika. Sie befindet sich an der Embassy Row in Washington, D.C. und widmet sich der Pflege der diplomatischen Beziehungen zwischen Japan und den Vereinigten Staaten.
Das Gebäude wurde von Delano und Aldrich im späten Neu-Georgianischen Stil mit asiatischen Elementen gestaltet und im Gegensatz zu vielen der älteren Gebäude an der Embassy Row von Anfang an als Botschaftsgebäude vorgesehen. Es steht seit 1973 im National Register of Historic Places. 1960 folgte im stadtbekannten japanischen Garten der Botschaft ein altes Teehaus von Nahiko Emori, das im Original in Japan stand und zum 100-jährigen Jubiläum der Diplomatischen Beziehung auseinandergebaut, in die USA verschifft und dort wieder zusammengebaut wurde.
Besonders als Ausflugsziel ist das Gelände zur Zeiten der Kirschblüte beliebt, die auch für ganz Washington, D.C. eine Bedeutung hat. Die Bäume auf dem Botschaftsgelände gelten aber als besonders eindrucksvoll.